# McNary (Oregon)
McNary az Amerikai Egyesült Államok Oregon államának Umatilla megyéjében, a U.S. Route 730 mentén elhelyezkedő önkormányzat nélküli település.

## Története
Névadója Charles L. McNary szenátor. A posta 1949. szeptember 1-jén nyílt meg.

## Éghajlat
A település éghajlata félszáraz (a Köppen-skála szerint BSk).

## Fordítás
- Ez a szócikk részben vagy egészben  a   McNary, Oregon című angol Wikipédia-szócikk ezen változatának fordításán alapul.  Az eredeti cikk szerkesztőit annak laptörténete sorolja fel. Ez a jelzés csupán a megfogalmazás eredetét és a szerzői jogokat jelzi, nem szolgál a cikkben szereplő információk forrásmegjelöléseként.